# Purha (vid Velusmaa, Nådendal)
Purha är en ö i Finland. Den ligger i Skärgårdshavet vid Velusmaa i kommunen Nådendal i den ekonomiska regionen  Åbo ekonomiska region i landskapet Egentliga Finland, i den sydvästra delen av landet. Ön ligger omkring 15 kilometer väster om Åbo och omkring 160 kilometer väster om Helsingfors.
Öns area är 1,7 hektar och dess största längd är 170 meter i öst-västlig riktning.